# وفاة ألبرتو نيسمان

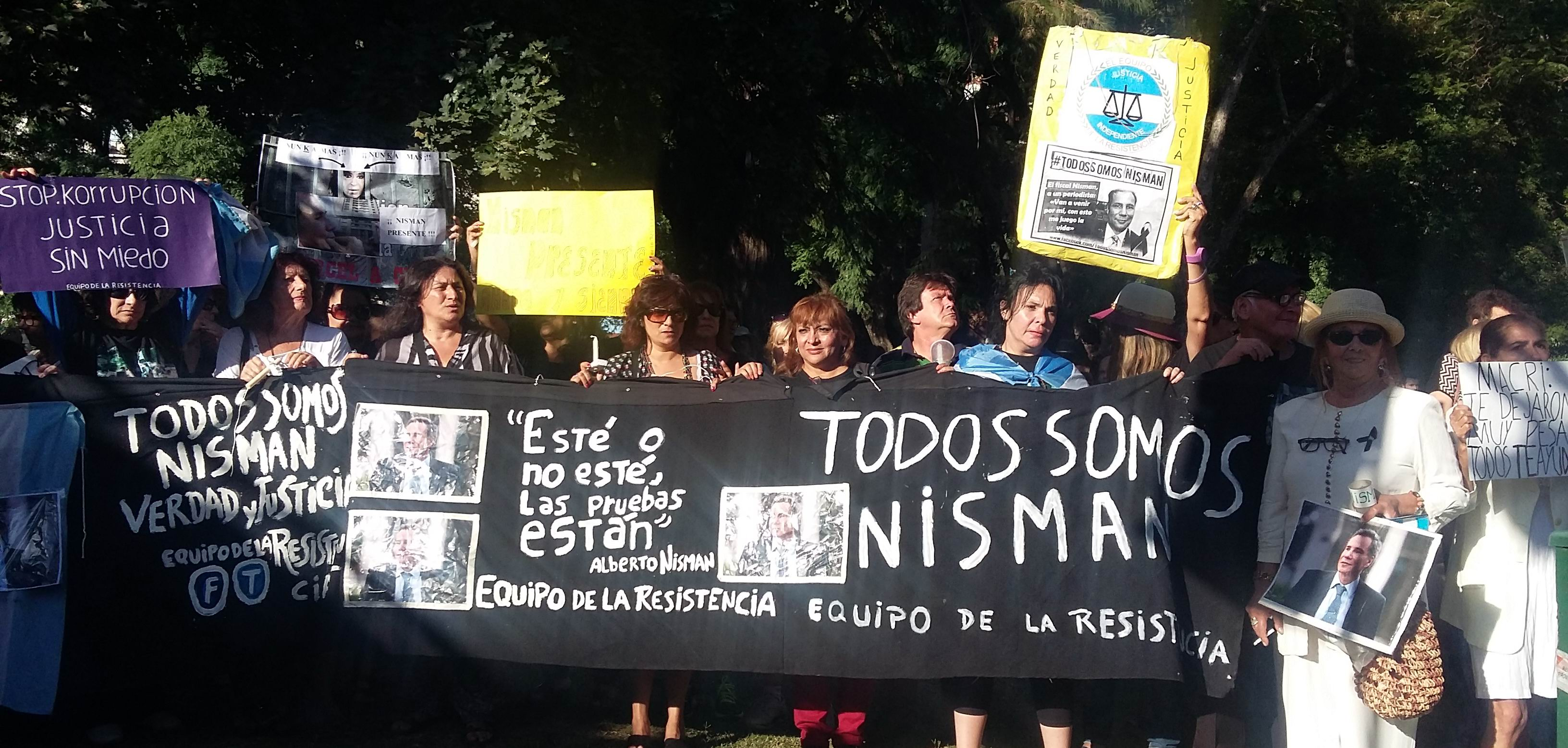
مظاهرة بعد مرور عام على وفاته.

وفاة ألبرتو نيسمان المحامي الأرجنتيني المتخصص في قضايا الإرهاب الدولي معروفة في الساعات الأولى من يوم الاثنين 19 يناير 2015تم العثور عليه مصابًا برصاصة في الرأس بشقته في مبنى Torre del Parque في منطقةلو بارك بويرتو ماديرو الراقية في حي بويرتو ماديرو في بوينس آيرس

## روابط خارجية
- وفاة المدعي العام